# Lista de supercentenários dinamarqueses
Esta lista compreende supercentenários dinamarqueses verificados (pessoas da Dinamarca que atingiram a idade de pelo menos 110 anos), de acordo com o Gerontology Research Group (GRG). O GRG informa que houve, 5 supercentenários verificados da Dinamarca, incluindo emigrantes. De acordo com o GRG, a pessoa mais velha a morrer na Dinamarca foi Anne Matthiesen, que morreu em 1996  aos 111 anos e 114 dias. De acordo com o GRG, a pessoa mais velha nascida na Dinamarca foi Christian Mortensen, que morreu aos 115 anos e 252 dias nos Estados Unidos. De acordo com o GRG, a mulher mais velha nascida na Dinamarca foi Johanne Svensson, que morreu aos 111 anos e 125 dias na Suécia.

## Supercentenários dinamarqueses
| Classificação | Nome                       | Sexo | Data de nascimento     | Data de Falecimento   | Idade               | Região de nascimento | Região de morte ou residência |
| ------------- | -------------------------- | ---- | ---------------------- | --------------------- | ------------------- | -------------------- | ----------------------------- |
|               | Ellen Adelaide Brandenborg | F    | 7 de janeiro de 1906   | 22 de julho de 2017   | 111 anos e 196 dias | Nordjylland          | Midtjylland                   |
| 1             | Anne Matthiesen            | F    | 26 de novembro de 1884 | 19 de março de 1996   | 111 anos e 114 dias | Syddanmark           | Syddanmark                    |
| 2             | Karen Jespersen            | F    | 5 de maio de 1889      | 4 de agosto de 2000   | 111 anos e 91 dias  | Midtjylland          | Midtjylland                   |
|               | Marie Jensen               | F    | 5 de junho de 1904     | 30 de janeiro de 2015 | 110 anos e 239 dias | Midtjylland          | Midtjylland                   |
|               | Signe Højer                | F    | 1 de novembro de 1905  | 18 de março de 2016   | 110 anos e 138 dias | Nordjylland          | Midtjylland                   |
|               | Agnes Steenstrup           | F    | 24 de novembro de 1903 | 1 de março de 2014    | 110 anos e 97 dias  | Hovedstaden          | Hovedstaden                   |
|               | Gerda Muff                 | F    | 16 de março de 1906    | 29 de abril de 2016   | 110 anos e 44 dias  | Sjælland             | Sjælland                      |

### Supercentenários emigrantes dinamarqueses
| Classificação | Nome                | Sexo | Data de nascimento    | Data da morte        | Idade               | Região de nascimento | País da morte  |
| ------------- | ------------------- | ---- | --------------------- | -------------------- | ------------------- | -------------------- | -------------- |
| 1             | Christian Mortensen | M    | 16 de agosto de 1882  | 25 de abril de 1998  | 115 anos e 252 dias | Midtjylland          | Estados Unidos |
| 2             | Johanne Svensson    | F    | 24 de janeiro de 1892 | 29 de maio de 2003   | 111 anos e 125 dias | Midtjylland          | Suécia         |
|               | Anna Nielsen        | F    | 2 de abril de 1904    | 19 de junho de 2015  | 111 anos e 78 dias  | Nordjylland          | Canadá         |
| 3             | Bertha Wallin       | F    | 13 de janeiro de 1874 | 5 de agosto de 1984  | 110 anos e 205 dias | Midtjylland          | Estados Unidos |
|               | Ulla Lund           | F    | 25 de julho de 1907   | 23 de agosto de 2017 | 110 anos e 29 dias  | Midtjylland          | Estados Unidos |

### Supercentenários nascidos em antigos territórios/colônias dinamarqueses
| Classificação | Nome           | Sexo | Data de nascimento  | Data da morte          | Idade               | Região de nascimento            | País da morte            |
| ------------- | -------------- | ---- | ------------------- | ---------------------- | ------------------- | ------------------------------- | ------------------------ |
|               | Ursula Krigger | F    | 22 de abril de 1902 | 10 de setembro de 2015 | 113 anos e 141 dias | Índias Ocidentais Dinamarquesas | Ilhas Virgens Americanas |